# سيد مجيد (طراح)
سيد مجيد (بالفارسية: سیدمجید) هي قرية تقع في إيران في قسم طراح الريفي. يقدر عدد سكانها بـ 18 نسمة بحسب إحصاء 2016.